# Carlos Guterres Moreira
Carlos Guterres Moreira, mais conhecido como Carlos Guterres (São Luís, 10 de novembro de 1938 – São Luís, 21 de julho de 2025) foi um servidor público e político brasileiro. Filiado ao PMDB, foi deputado estadual do Maranhão por quatro mandatos.

## Carreira política
Começou a carreira política em 1974, sendo reeleito em 1978, 1982 e 1986.
Candidatou-se a prefeito de São Luís em 1988 e 1992 e a deputado estadual em 1990, 1994 e 1998, sem lograr êxito. 
Sua última eleição foi em 2016, quando candidatou-se a vereador de São José de Ribamar pelo PMDB e obteve 268 votos, sem lograr êxito. 

## Morte
Guterres morreu no dia 21 de julho de 2025, aos 86 anos.